# ヨドバシカメラマルチメディア札幌

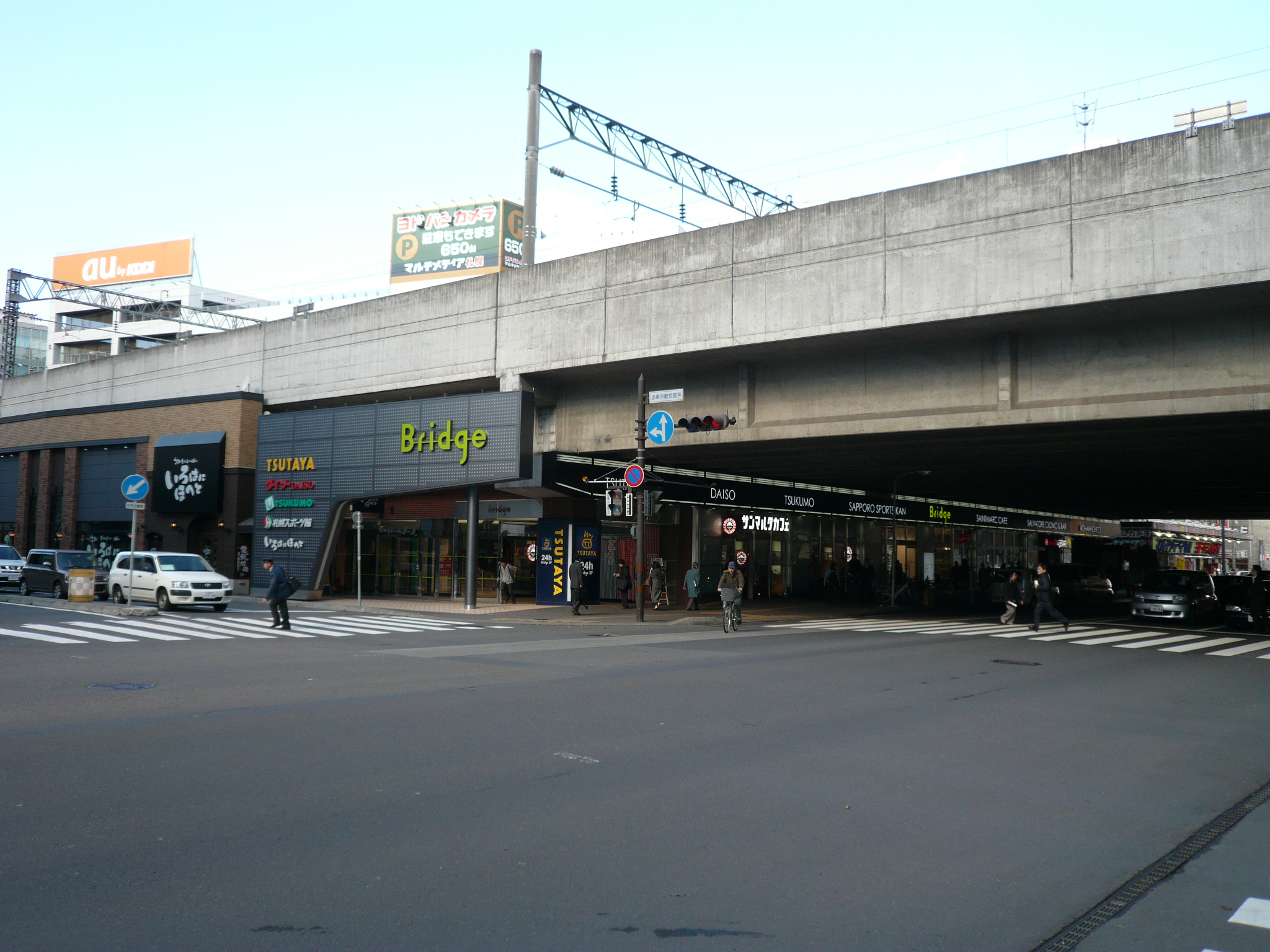
初代店舗が入居していた鉄道高架下（現在のサツエキ Bridge）

ヨドバシカメラマルチメディア札幌（ヨドバシカメラマルチメディアさっぽろ）は、北海道札幌市北区にあるヨドバシカメラの店舗である。

## 概要
駅ビルへの出店・鉄道高架下などの利便性の高い場所への出店として（レールサイド戦略）、1995年（平成7年）に札幌駅西口高架下で「札幌店」をオープンさせた。高架下という条件からフロアが手狭となり、2000年（平成12年）に隣接するビルを賃借し、「マルチメディア札幌」として移転、現在も営業中である。
競合店として、同じく札幌駅南口前にビックカメラ札幌店（東急百貨店さっぽろ店内）が立地するほか、中央区北1条西8丁目にヤマダデンキ Tecc LIFE SELECT札幌本店が営業している。
マスコットキャラクターには、JR北海道721系をモチーフとした「函館くん」に加え、札幌市交通局5000形をモチーフとした「南北くん」、札幌市交通局7000形をモチーフとした「東豊くん」がいる。

### ヨドバシカメラ札幌店（初代店舗）
1995年（平成7年）から2000年（平成12年）まで、JR北海道函館本線の高架下で営業していた。移転後はベスト電器札幌駅西口店が居抜き出店し競合していたが、同区北33条に所在するベスト電器B･B札幌本店との統合により2010年（平成22年）3月に閉店した。
その後、2011年（平成23年）5月28日に複合商業施設としてサツエキ Bridgeが開業し、北海道旅客鉄道（JR北海道）関連子会社の北海道ジェイ･アール都市開発が運営を行っていたが、2022年（令和4年）6月30日に北海道新幹線札幌延伸に伴う新幹線高架橋工事のため閉館した。

### ヨドバシカメラマルチメディア札幌（現行の店舗）
2000年（平成12年）に隣接するビルを賃借し、札幌駅北口に「ヨドバシカメラ マルチメディア札幌」として開業。
テナントとして、1階にマクドナルドが入居しているほか、地下に従業員のみ利用可能なセイコーマート（無人店舗）が設置されている。

### ヨドバシ札幌複合ビルの建設計画
2009年（平成21年）9月に閉店した西武札幌店跡地（札幌市中央区北4条西3丁目）を2011年（平成23年）1月にヨドバシカメラが取得。同年に解体されたものの、新店舗の開業時期は当時未定であり、2023年まで青空駐車場として利用されていた。
その間、西武札幌店跡を含む中央区北4条西3丁目街区（約9,900m2）の再開発が議論され、当初はヨドバシ店舗のほかホテル・オフィスフロアを併設する複合ビルの建設が検討され、高層棟と低層棟の2棟で構成され、低層棟に新店舗を含め商業施設が入居する予定であった。売場面積は30,000m2近くと現行店舗の3倍程度に拡大する計画で、ヨドバシ旗艦店（梅田、京都、Akibaなど）の位置づけとなる見込みとした。しかし、資材価格や人件費の高騰、2023年3月結成予定だった再開発組合の未結成の影響で、ビルの規模を縮小し、高級ホテルの誘致の断念、建設費の圧縮、計画修正を行った。
2024年1月26日に再開発組合を設立。既存建物の解体を進め、2025年3月3日に着工。2028年7月完成予定。
完成後は、景気動向によっては現行店舗との札幌2店体制を維持する方向も検討している。
新ビルは、札幌駅前通地下歩行空間（チカホ）と直結する予定になっている。

## 沿革
- 1995年（平成7年）2月 - 北海道初のヨドバシカメラ店舗として、札幌駅西口高架下（現在のサツエキ Bridge）に「札幌店」が開業。
- 2000年（平成12年） - 「マルチメディア札幌」として、隣接するビルに移転開業。
- 2011年（平成23年）
  - 1月 - 中央区北4条西3丁目の西武百貨店札幌店跡（土地6,300m2・建物）をヨドバシカメラが取得[7][8]。
  - 12月 - 建物を解体完了。土地はヨドバシカメラ新店舗建設までは駐車場として利用[8][9]。
- 2017年（平成29年）12月22日 - 西武百貨店札幌店跡の一部を利用し、コバルドオリが開業（2020年まで）[15]。
- 2019年（令和元年）5月23日 - 西武百貨店札幌店跡を含む中央区北4条西3丁目（約1万m2）の再開発に向け、再開発準備組合が設立[8][10][11][14]。
- 2024年（令和6年）1月 - 再開発組合設立。
- 2024年（令和6年）夏 - 複合ビル着工予定。
- 2028年（令和10年）- 複合ビル開業予定。

## フロア構成
| ヨドバシカメラマルチメディア札幌 | ヨドバシカメラマルチメディア札幌                                   |                      | ヨドバシカメラ札幌店（旧店舗） |
| 階                               | フロア概要                                                         |                      | ヨドバシカメラ札幌店（旧店舗） |
| 7                                | 駐車場                                                             |                      |                                |
| 6                                | 駐車場                                                             |                      |                                |
| 5                                | 駐車場                                                             |                      |                                |
| 4                                | 駐車場                                                             |                      |                                |
| 3                                | ヨドバシカメラマルチメディア札幌                                   | ■函館本線（高架）    |                                |
| 2                                | ヨドバシカメラマルチメディア札幌                                   | ヨドバシカメラ札幌店 |                                |
| 1                                | ヨドバシカメラマルチメディア札幌・マクドナルド札幌ヨドバシカメラ店 | ヨドバシカメラ札幌店 |                                |
| B1                               | 倉庫・荷捌き施設等                                                 |                      |                                |

## 周辺
- 北海道旅客鉄道（JR北海道）函館本線札幌駅
- 札幌市営地下鉄南北線・東豊線さっぽろ駅
- sapporo55ビル
- JR55 SAPPORO
- JRイン札幌
- 駿台予備学校札幌校